# Bataille de Volano
Rébellion du Tyrol
Batailles
- Axams
- Sterzing
- Innsbrück
- Kufstein
- Volano
- Lofer
- Waidring
- Wörgl
- Strass im Zillertal
- 1re Bergisel
- 2e Bergisel
- Franzensfeste
- Pontlatzer Brücke
- 3e Bergisel
- Unken
- Lueg
- Hallein
- Melleck
- 4e Bergisel
- Pustertal
- Meran
- Sankt Leonhard in Passeier

La bataille de Volano se déroula lors de la rébellion tyrolienne de 1809.

## La bataille
Le général Baraguey d'Hilliers occupait Trente avec 10 000 hommes mais la défaite de Beauharnais à la bataille de Sacile en Italie le force à se replier. Les Autrichiens commandés par le lieutenant-général Jean-Gabriel du Chasteler, épaulés par les insurgés tyroliens menés par Andreas Hofer rattrapent les Français à Volano.
Le combat s'engage près du village de Caliano mais les attaques autrichiennes sont repoussées à Volano, les Français reprennent Caliano, qu'ils abandonnent cependant au soir. Les pertes autrichiennes sont de 600 hommes, tués, blessés ou prisonniers, celles des Français sont moitié moins importantes.
Les Français poursuivent leur retraite et quittent le Tyrol, le 26 avril, les Autrichiens prennent Rovereto, contrôlant ainsi tout le sud du Tyrol.